# ناتالي غولدبرغ
ناتالي غولدبرغ (بالإنجليزية: Natalie Goldberg)‏ هي كاتِبة أمريكية، ولدت في 4 يناير 1948 في بروكلين في الولايات المتحدة.

## وصلات خارجية
- الموقع الرسمي